# Beaune-d’Allier
Beaune-d’Allier ist eine französische Gemeinde mit 293 Einwohnern (Stand 1. Januar 2022) im Département Allier in der Region Auvergne-Rhône-Alpes; sie gehört zum Arrondissement Montluçon und zum Kanton Commentry.

## Geographie
Beaune-d’Allier liegt 23 Kilometer südöstlich von Montluçon. Im Gemeindegebiet entspringt der Œil, ein Nebenfluss der Aumance. Im Süden grenzt die Gemeinde an das Département Puy-de-Dôme. Nachbargemeinden von Beaune-d’Allier sind Saint-Bonnet-de-Four im Norden, Blomard im Nordosten, Vernusse im Südosten, Lapeyrouse im Süden, Hyds im Südwesten und Louroux-de-Beaune im Nordwesten.

## Name
Ursprünglich hieß der Ort Belna. Dieser Name leitet sich ab von der keltischen Gottheit Belenus.
Nach der Französischen Revolution entstand die Gemeinde im Jahr 1793 zunächst unter dem Namen Baune. Seit 1937 trägt sie den Namen Beaune-d’Allier.

## Bevölkerungsentwicklung
| Jahr                       | 1962 | 1968 | 1975 | 1982 | 1990 | 1999 | 2006 | 2013 | 2022 |
| Einwohner                  | 434  | 462  | 405  | 327  | 280  | 270  | 206  | 294  | 293  |
| Quellen: Cassini und INSEE |      |      |      |      |      |      |      |      |      |

## Sehenswürdigkeiten
- Kirche Saint-Aignan[2], ursprünglich romanische Kirche, die sich im Lauf der Zeit stark verändert hat; entstanden im 12. Jahrhundert und vor allem im 16. und 19. Jahrhundert erweitert
- Reste des Château de Salbrune aus dem Jahr 1689, im Zusatzverzeichnis der Base Mérimée eingetragen (Monument historique).[3]
- Schloss Villard

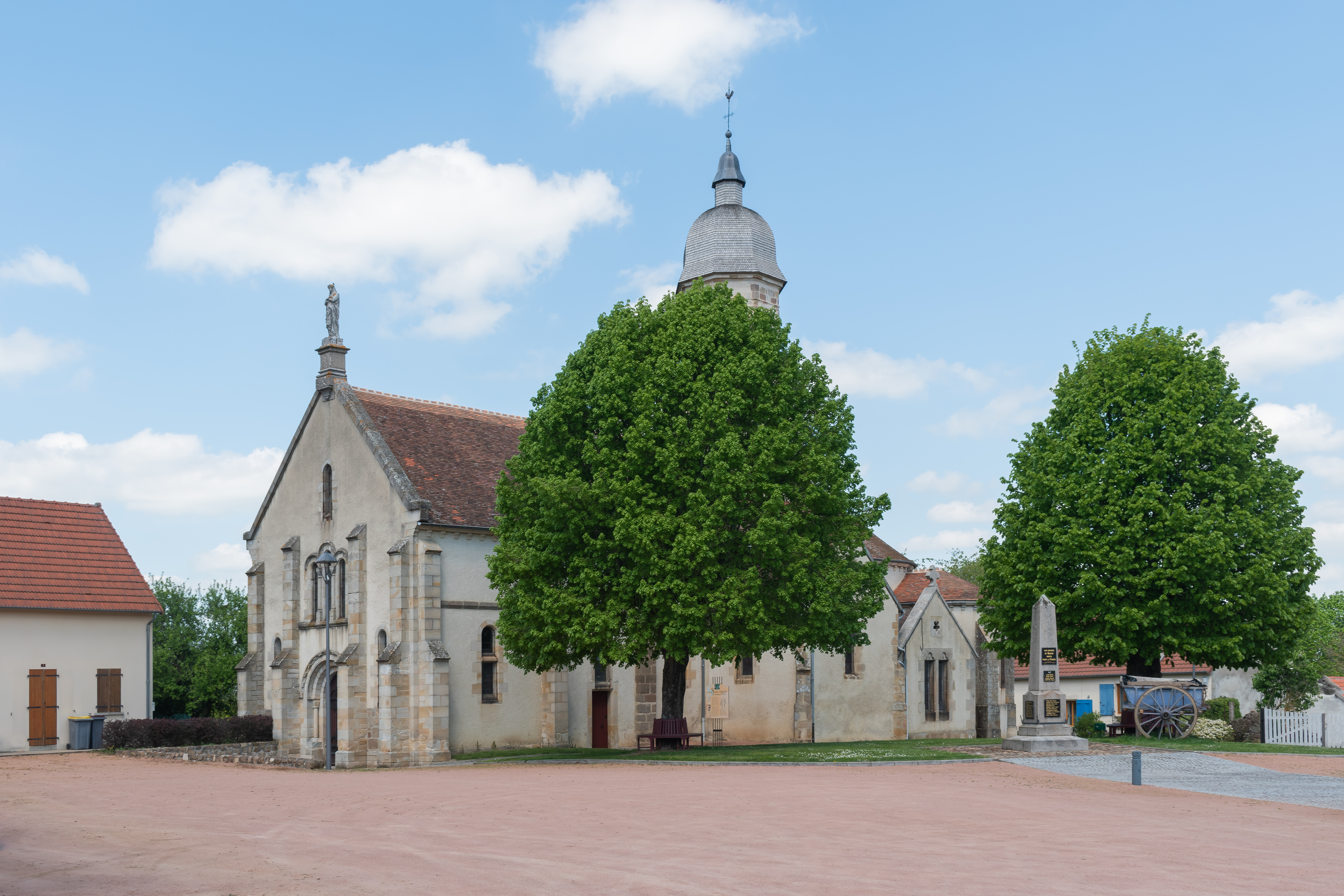
Kirche Saint-Aignan und Gefallenendenkmal
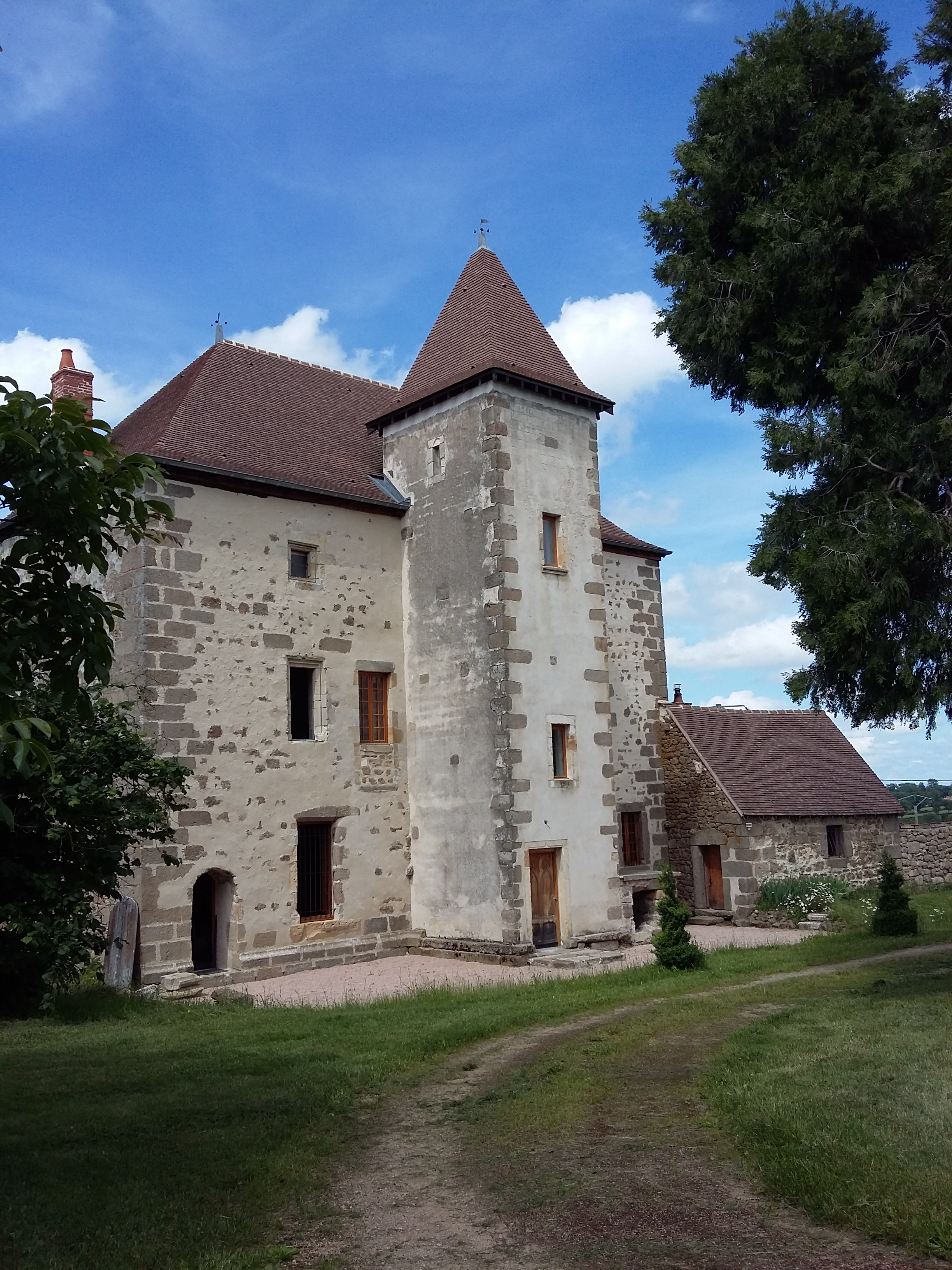
Schloss Villard

## Belege
1. ↑  Le village de Beaune-d’Allier. In: Info-Mairie.com. Abgerufen am 19. März 2024 (französisch).
2. 1 2  Die Kirche auf allier-hotels-restaurants.com (Seite nicht mehr abrufbar, festgestellt im August 2019. Suche in Webarchiven)  Info: Der Link wurde automatisch als defekt markiert. Bitte prüfe den Link gemäß Anleitung und entferne dann diesen Hinweis.
3. ↑  Château de Salbrune in der Base Mérimée des französischen Kulturministeriums (französisch)